# Idaho Panhandle

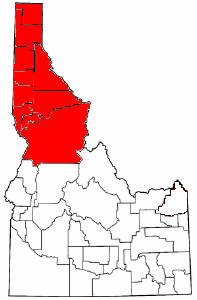
Kaart van de panhandle, met de county's in het rood.

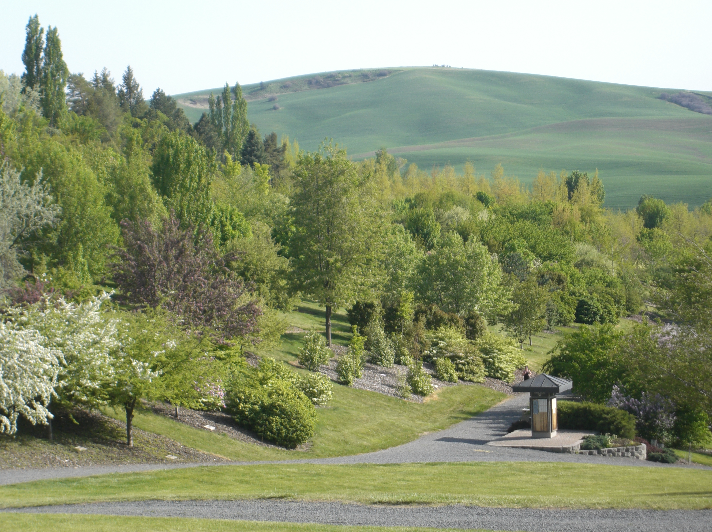
Botanische tuin van de Universiteit van Idaho in Moscow.

De Idaho Panhandle is de noordelijkste, uitstekende punt van de Amerikaanse staat Idaho. De inwoners van het gebied noemen de regio Noord-Idaho. Het zuidelijke gedeelte van de regio wordt soms ook wel Noord-Centraal-Idaho genoemd. De panhandle wordt begrensd door Washington in het westen, Montana in het oosten en door het Canadese Brits Columbia in het noorden. 
De regio heeft een oppervlakte van 54.422,49 km², oftewel 25,39% van 's staats oppervlak. Verder is er ook nog een wateroppervlak van 839,07km². De regio had in 2004 ongeveer 295.160 inwoners.

## Geschiedenis
De Idaho Panhandle ontstond toen het Montanaterritorium ontstond uit het Idahoterritorium in 1864.
Toen de zetel van de territoriale regering van Lewiston naar Boise werd verplaatst in 1864, was de verwachting dat de panhandle moeilijk te besturen zou zijn. Het voorstel kwam om de panhandle een aparte staat te maken. Het voorstel werd uiteindelijk van tafel geveegd, en kwam weer terug in 1901. Deze keer werd voorgesteld om de panhandle samen te voegen met Eastern Washington en daarmee de Staat van Lincoln te vormen, maar ook dit voorstel ging uiteindelijk de mist in. In 1889 werd de University of Idaho geplaatst in Moscow.

## County's

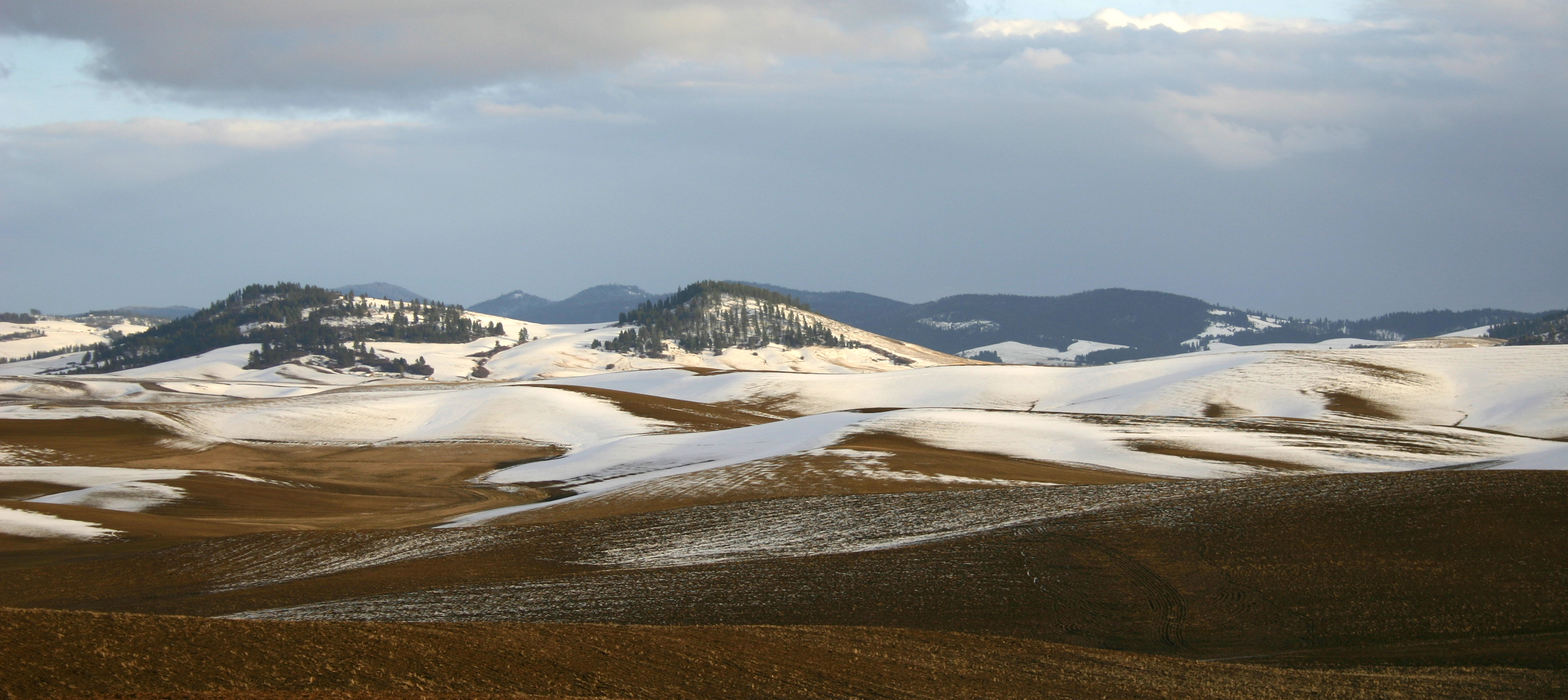
De Palouse in de panhandle.

De Idaho Panhandle bestaat uit tien verschillende county's, hieronder een lijst:
- Benewah County
- Bonner County
- Boundary County
- Clearwater County
- Idaho County
- Kootenai County
- Latah County
- Lewis County
- Nez Perce County
- Shoshone County

## Belangrijkste gemeenschappen

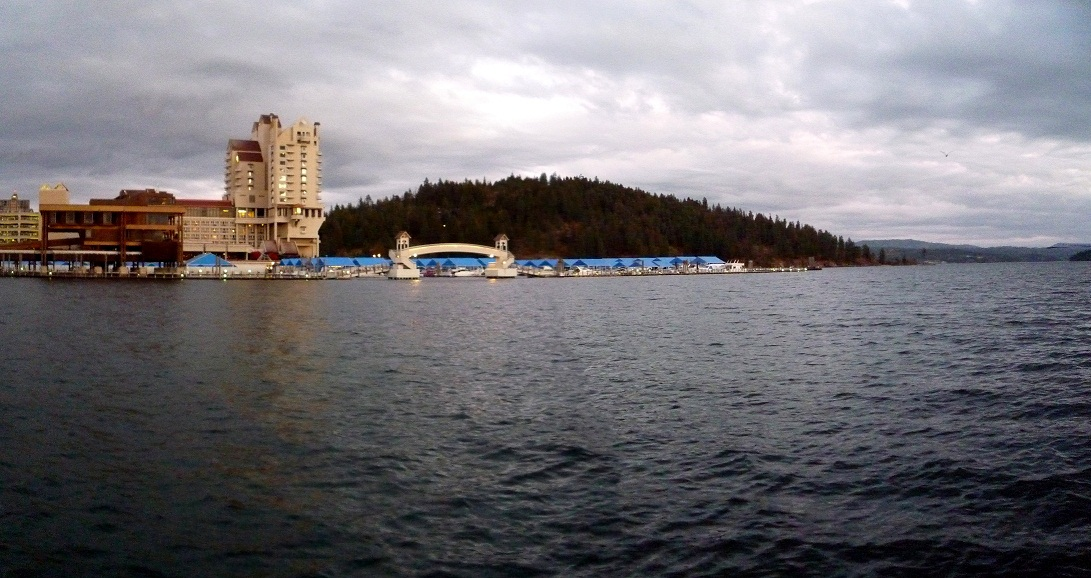
De stad Coeur d'Alene gezien vanaf Lake Coeur d'Alene.

- Bonners Ferry
- Coeur d'Alene
- Dalton Gardens
- Grangeville
- Hayden
- Kellogg
- Lewiston
- Moscow
- Orofino
- Post Falls
- Rathdrum
- Sandpoint
- St. Maries

## Indianenreservaten
- Coeur d'Alene-indianenreservaat
- Kootenai-indianenreservaat
- Nez Perce-indianenreservaat

## Overige bezienswaardigheden

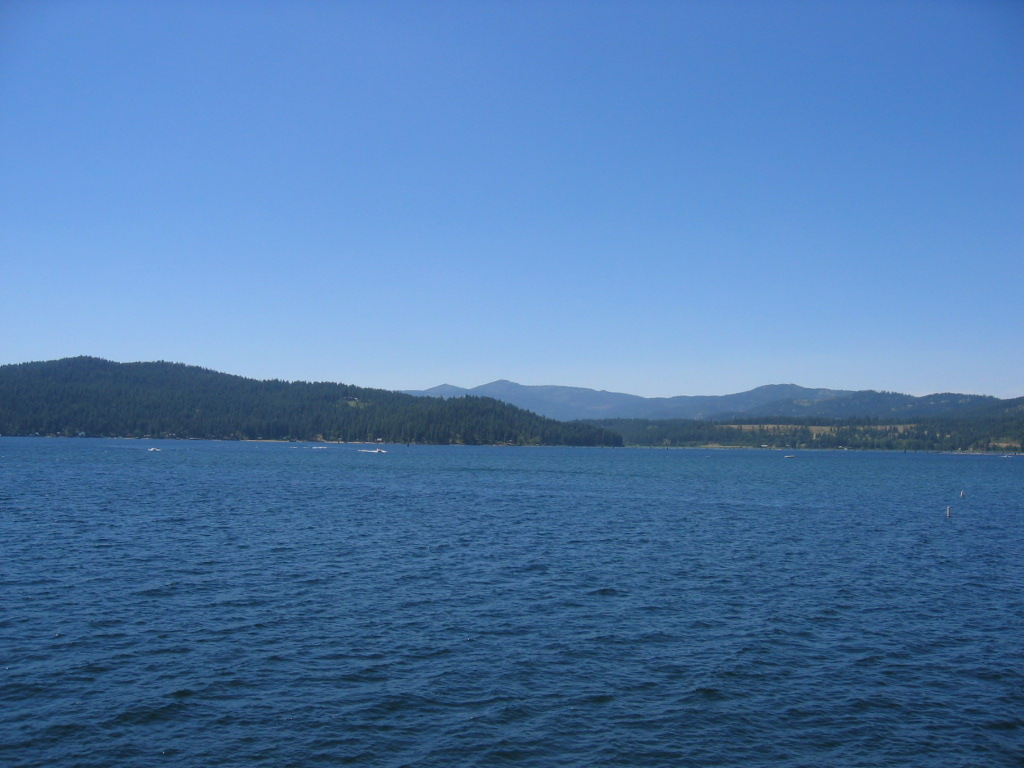
Lake Coeur d'Alene in Kootenai County.

- Idaho Panhandle National Forest
- Priest Lake
- Lake Pend Oreille
- Lake Coeur d'Alene
- Kootenay River
- Silverwood Theme Park